# 佐藤宗弥
佐藤 宗弥（宗彌、さとう そうや、1858年（安政5年5月） - 1914年（大正3年）7月15日）は、日本の政治家、衆議院議員（1期）。

## 経歴
越後国蒲原郡小栗山村(のち新潟県南蒲原郡新潟村、現・見附市)出身。漢籍を学び、農業を営む。戸長、学務委員、新潟県会議員、同参事会員、徴兵参事員、所得税調査委員、南蒲原郡会議員、新潟県治水会副会頭、地方森林会議員となる。
1898年8月の第6回衆議院議員総選挙において新潟4区から憲政本党公認で立候補して当選する。衆議院議員を1期務め、1902年の第7回衆議院議員総選挙は不出馬。1914年に死去した。